# Trémolat
Trémolat je obec v departmentu Dordogne v Akvitánii v jihozápadní Francii. Nachází se na řece Dordogne, přibližně 45 km od města Périgueux.

## Pamětihodnosti
- Dva kostely ze 12. století – kostel sv. Hilaria a kostel sv. Mikuláše.[1]
- Cingle de Trémolat – meandr řeky Dordogne s vyhlídkovým místem na útesu nad ním.